# Ruptly
Ruptly es una agencia de noticias en vídeo perteneciente a la cadena de televisión RT (antes conocida como Russia Today) con sede en Berlín, Alemania.
Lanzado oficialmente el 4 de abril de 2013, Ruptly consta de un equipo internacional con sede en Alemania y colaboradores en Washington, Damasco, Londres, Madrid, Gaza y El Cairo entre sus 22 oficinas. Emiten en directo (con una plataforma que permite la transmisión simultánea de cinco eventos) y pone a disposición de cadenas de televisión y medios digitales emisiones en directo.  También tienen un servicio de vídeo bajo demanda.
La cobertura de Ruptly incluye política, finanzas, deportes, ciencia, tecnología,entretenimiento y noticias ligeras. La agencia informa constantemente sobre Rusia, políticas europeas, la vigilancia de la NSA, elecciones alemanas de 2013, Oriente Medio, el conflicto sirio y, más recientemente, la crisis de Ucrania. Entre su cobertura en directo se encuentran procesos legislativos, protestas en todo el mundo, convenciones internacionales como P5 +1 o paseos espaciales. Según Margarita Simonyán, redactora jefe de RT, el objetivo de la agencia es "convertirse en un recurso alternativo en un mercado altamente concentrado de profesionales de imágenes de noticias de vídeo, y ofrecer cobertura de historias que otras agencias obvian".
Ruptly trabaja las 24 horas del día.